# Erika Glässner
Marie Johanna Erika Glässner (* 28. Februar 1890 in Erfurt; † 21. Juli 1959 in Gießen) war eine deutsche Schauspielerin.

Erika Glässner, 1927 auf einer Fotografie von Alexander Binder

## Leben und Arbeit
Erika Glässner wurde 1890 als Tochter des Kunstmalers Gottfried Glässner geboren. Ihr Bruder war der Opernsänger Kurt Glässner. In ihrer Jugend erhielt Glässner Ballettunterricht. Ihr Debüt gab sie 1910 als Tänzerin am Stadttheater in Erfurt. In den folgten Jahren erhielt sie Engagements als Tänzerin und Schauspielerin in Olbernhau, Halberstadt und Frankfurt am Main. Im Jahr 1914 stand sie erstmals in Berlin am Lustspielhaus auf der Bühne.
Ab 1915 übernahm Glässner tragende Rollen als Stummfilmschauspielerin. Der häufigste von ihr porträtierte Figurentypus war dabei der der kessen Verführerin, so in dem Film Tragödie der Liebe mit Emil Jannings. 1926 heiratete sie den Politiker Arnold Kalle.
Obwohl ihre Rollen im Laufe der Jahre kleiner wurden, blieb Erika Glässner lange Zeit eine vielbeschäftigte Filmschauspielerin, die nebenher auch weiterhin Theater spielte. Mit zunehmendem Alter verkörperte sie hauptsächliche strenge Tanten und Schwiegermütter.
Nach dem Zweiten Weltkrieg erhielt sie in zwei DEFA-Produktionen als vornehme ältere Dame ihre letzten Filmaufgaben. Nach dem Tod ihres Ehemannes 1952 ließ sich Erika Glässner im März 1956 in Gießen nieder, wo sie drei Jahre später Selbstmord verübte.

## Filmografie
- 1915: Der moderne Paris oder: Der Herr Apotheker heiratet
- 1916: Spiel im Spiel
- 1916: Werner Krafft
- 1916: Ein nettes Pflänzchen
- 1916: Das Wäschermädel Seiner Durchlaucht
- 1916: Paulchen Semmelmann
- 1917: Onkelchens Liebling
- 1918: Katinka
- 1919: Die Gespenster von Garden Hall
- 1919: Moral und Sinnlichkeit
- 1919: Die Sünderin
- 1919: Aus eines Mannes Mädchenjahren
- 1920: Der Riesenschmuggel
- 1920: Ferréol
- 1920: Die drei Tänze der Mary Wilford
- 1920: Die tote Stunde
- 1920: Die sieben Gesichter
- 1921: Die rote Hexe
- 1921: Der Liebeskorridor
- 1921: Der Roman eines Dienstmädchens
- 1921: Die Jagd nach der Wahrheit
- 1921: Der Gang durch die Hölle
- 1922: Ihr Kammerdiener
- 1922: Die Kreutzersonate
- 1923: Tragödie der Liebe
- 1924: Das Geheimnis der Schrift
- 1924: Die Tragödie einer Frau
- 1924: Das verbotene Land
- 1924: Vier Nächte einer schönen Frau
- 1925: Heiratsschwindler
- 1925: Die Blumenfrau vom Potsdamer Platz
- 1926: Menschen untereinander
- 1926: Kubinke, der Barbier, und die drei Dienstmädchen
- 1926: Die Wiskottens
- 1927: Familientag im Hause Prellstein
- 1927: Einbruch
- 1929: Kinder der Straße
- 1929: Gestörtes Ständchen
- 1930: Die lustigen Musikanten
- 1930: Zwei Krawatten
- 1931: Der Hochtourist
- 1931: Vater geht auf Reisen
- 1932: Das Mädel vom Montparnasse
- 1932: Was wissen denn Männer?
- 1933: Madame wünscht keine Kinder
- 1933: Gruß und Kuß Veronika
- 1933: Das verliebte Hotel
- 1934: Heinz im Mond
- 1934: Besuch am Abend
- 1934: Punks kommt aus Amerika
- 1934: Schön ist es, verliebt zu sein
- 1935: Pygmalion
- 1935: Ein ganzer Kerl
- 1935: Der ahnungslose Engel
- 1935: Kater Lampe
- 1936: Der müde Theodor
- 1936: Hummel - Hummel
- 1937: Sparkasse mit Likör
- 1937: Ich möcht’ so gern mit Dir allein sein (Millionäre)
- 1938: Die Pfingstorgel
- 1938: Gastspiel im Paradies
- 1938: Frauen für Golden Hill
- 1939: Rosemarie will nicht mehr lügen
- 1940: Links der Isar – rechts der Spree
- 1941: Aufruhr im Damenstift
- 1943: Warum lügst du, Elisabeth?
- 1951: Corinna Schmidt
- 1952: Karriere in Paris